# Forêt de Sidi Fredj
La forêt de Sidi Fredj est une forêt située dans la presqu'île de Sidi Fredj à Staoueli dans la wilaya d'Alger. Cette forêt est gérée par la Conservation des forêts d'Alger (CFA) sous la tutelle de la Direction générale des forêts (DGF).

## Localisation
La forêt de Sidi Fredj est située à 30 kilomètres à l'ouest d'Alger, à 50 kilomètres à l'est de Tipaza et à 2 kilomètres de la Méditerranée. Elle est localisée dans la commune de Staoueli dans la Mitidja de la Basse Kabylie.

## Présentation
La forêt est régie par le décret no 84-45 du 18 février 1984, modifié et complété par le décret no 07-231 du 30 juillet 2007.
Cette forêt domaniale, d'une superficie de 44 hectares a subi plusieurs déclassements de parcelles du régime forestier pour être incorporées au domaine privé de l'état algérien et faire l'objet d'affectations pour la réalisation d'équipements hôteliers et touristiques avec les diverses infrastructures d'accompagnement,.
Le décret no 07-09 du 11 janvier 2007 stipule que cette forêt fait partie, avec la forêt de Zéralda, de la réserve de chasse de l'Oued El Aggar sise dans la commune de Zéralda.

## Faune
La faune est riche en diversité zoologique, ornithologique et entomologique.

### Mammifères

#### Lapin de garenne
Le lapin de garenne (Oryctolagus cuniculus) est un rongeur lagomorphe dont les effectifs sauvages sont communs en Algérie mais en déclin.

#### Lièvre du cap

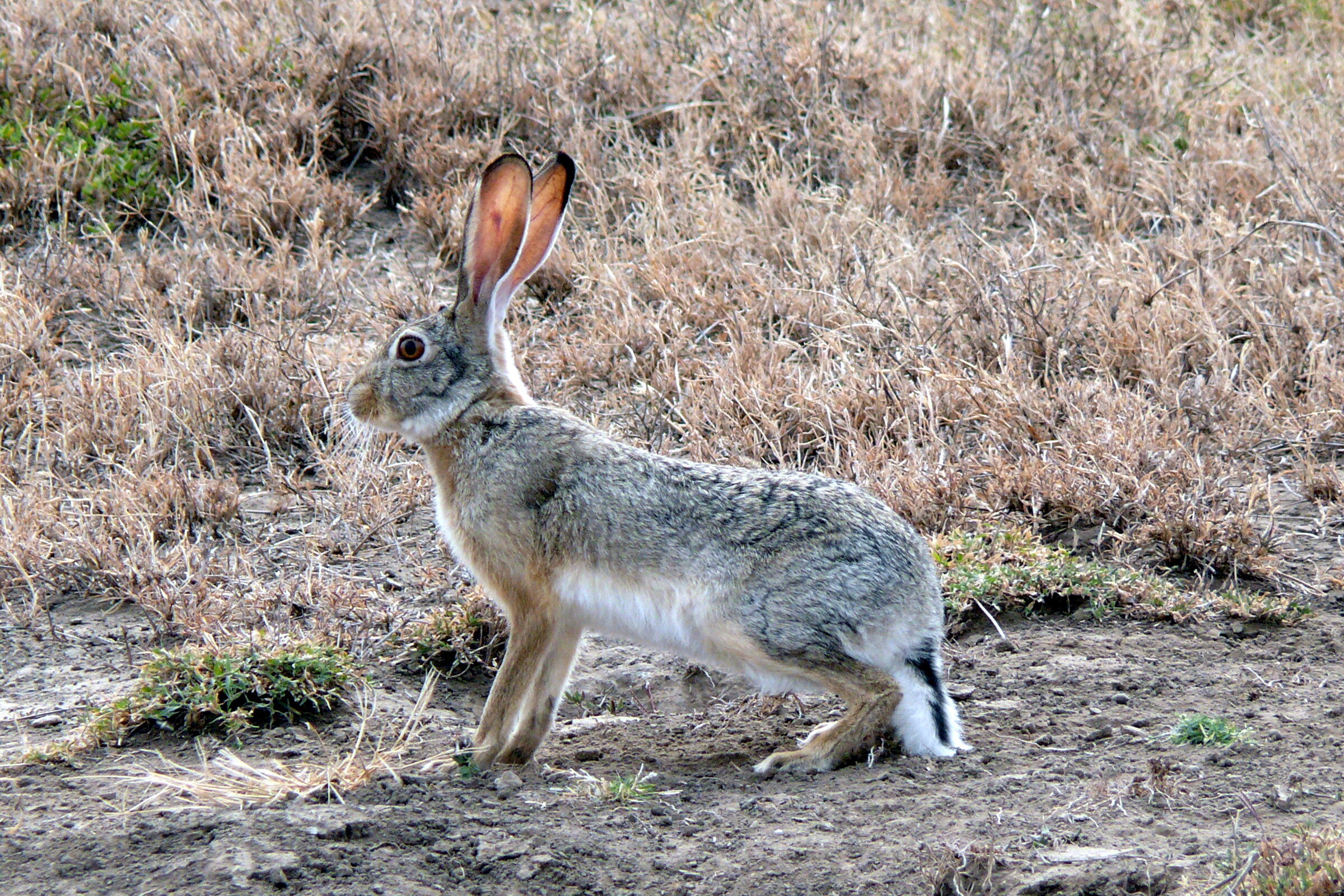
Lièvre du Cap

Le lièvre du Cap (Lepus capensis) est une espèce de lièvre originaire d'Afrique.

## Flore
Cette forêt est peuplée essentiellement de pins d'Alep et de pins maritimes.
Les services des forêts d'Alger veillent aux opérations de repeuplement de ce bois, sujet à de multiples dégradations, où environ 1000 plants ont été plantés en 2006 et environ 2000 plants en 2010, en vue de lui redonner sa végétation d'antan.

## Village africain
Le Village africain de Sidi Fredj est un village de vacances de 35 hectares de superficie non loin de la plage. Ce lieu de villégiature permet d'accéder au port de Sidi Fredj pour pratiquer les sports nautiques. Des sessions de colonie de vacances sont périodiquement organisées dans le camp et les tentes de ce village africain. 

## Camp des scouts musulmans

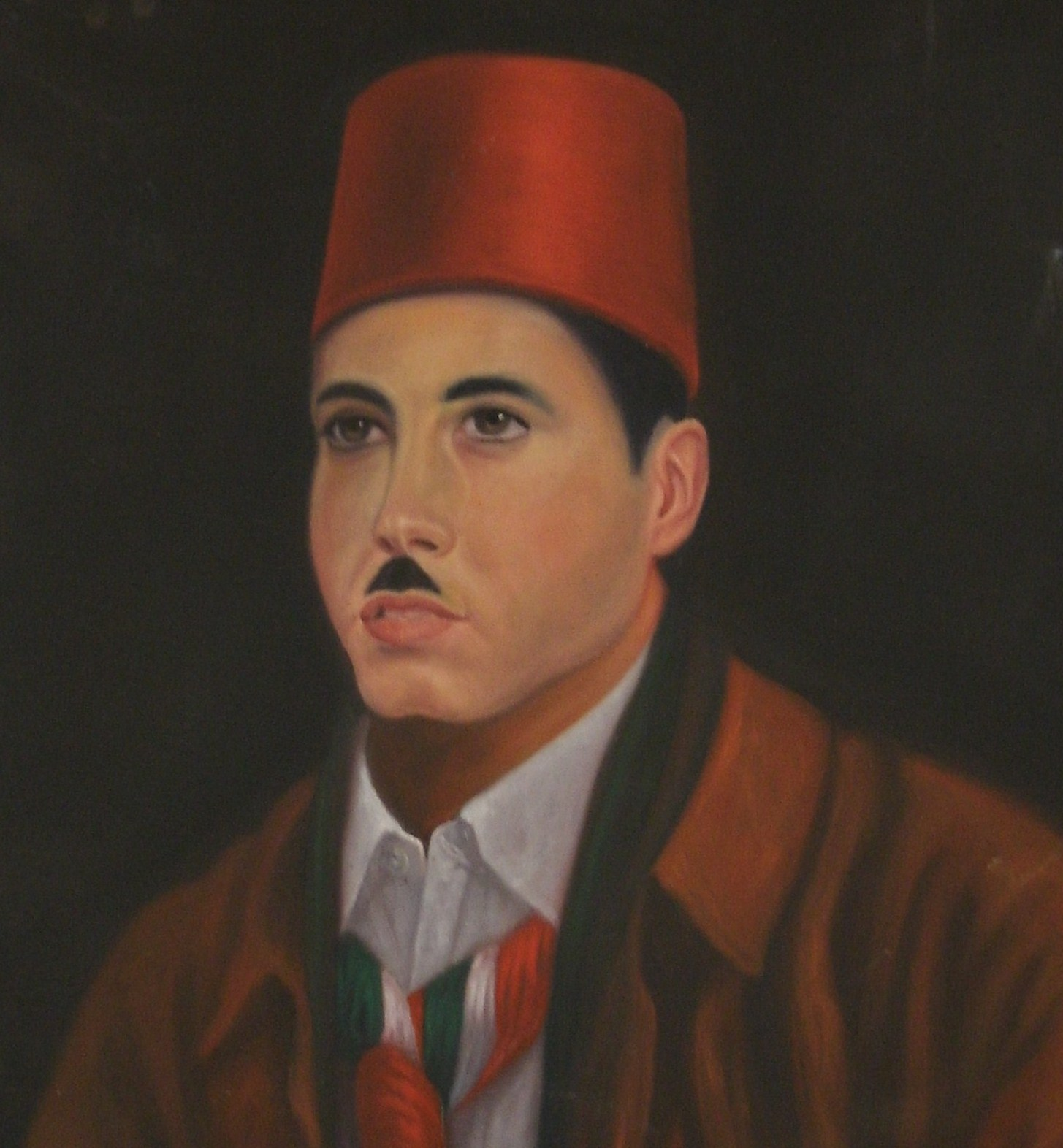
Mohamed Bourass.

Le Camp international Mohamed Bourass de Sidi Fredj est un centre de vacances et de loisirs affilié aux scouts musulmans algériens.
C'est un centre de vacances qui accueille les activités nationales et internationales du scoutisme en Algérie. Chaque colonie de vacances qui y est organisée permet de regrouper les scouts des différentes sections locales et wilayales.
Ce site vacancier accueille des stages, regroupements sportifs, séminaires, colonies de vacances, journées en plein air, séminaires et autres rencontres-débats et réunions, avec sa capacité d'hébergement de plus de 200 places.
Ce village de vacances peut aussi occasionnellement être réquisitionné pour prendre part à des opérations de solidarité avec des réfugiés nationaux ou étrangers.

## Institut Pasteur
La forêt de Sidi Fredj abrite une annexe d'environ 17 hectares de l'Institut Pasteur d'Alger fonctionnelle depuis 1972.
Cette annexe abrite le service de recherche et diagnostic en virologie humaine, en primatologie, ainsi que le laboratoire d'éco-épidémiologie et génétique des populations,,.
En 2014, deux laboratoires de haute sécurité biologique ont été inaugurés et permettent l'étude et le suivi de l'ensemble des virus hautement pathogènes comme le coronavirus et les arbovirus transmis par les moustiques.